# Ranunculus cortusifolius
Ranunculus cortusifolius Willd. – gatunek rośliny z rodziny jaskrowatych (Ranunculaceae Juss.). Występuje endemicznie na Wyspach Kanaryjskich, Azorach oraz na Maderze. Ponadto jest uprawiany w różnych częściach świata. Nazwa gatunkowa pochodzi od słów cortusi, za łacińską nazwą rodzaju zarzyczka – Cortusa, oraz folius, które oznacza 'liście'. Nazwę tę można tłumaczyć jako „zarzyczkolistny”.

## Morfologia

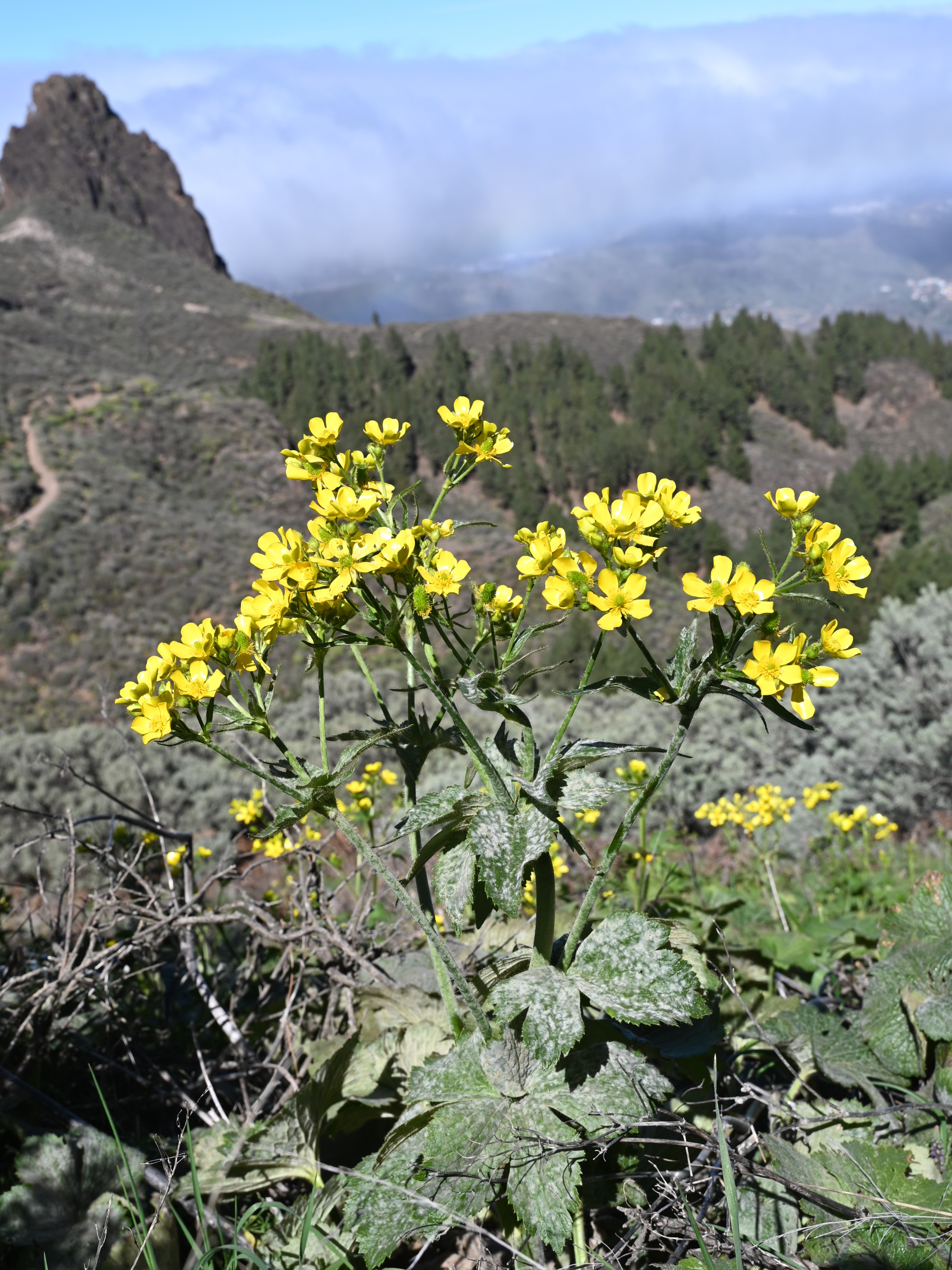

PokrójBylina dorastająca do 50–120 cm wysokości. Jest jednym z gatunków jaskra, które osiągają największe rozmiary.
LiścieSą klapowane. Mają sercowaty lub okrągły kształt. Mierzą 30 cm długości oraz 25 cm szerokości. Są skórzaste, mniej lub bardziej owłosione. Brzegi są ząbkowane.
KwiatySą zebrane w baldachogrona. Mają jasnożółtą barwę. Dorastają do 5 cm średnicy.

## Biologia i ekologia
Roślina jest geofitem ryzomowym. Występuje na łąkach i polanach w lasach. Rośnie powszechnie w lasach wawrzynolistnych. Występuje na wysokości od 500 do 800 m n.p.m. Kwitnie od kwietnia do maja. Preferuje stanowiska w pełnym nasłonecznieniu lub półcieniu. Najlepiej rośnie na żyznym, raczej wilgotnym, dobrze przepuszczalnym podłożu. Źle znosi niskie temperatury – minimalna temperatura zimą wynosi 10 °C. Latem, w czasie wysokich temperatur, roślina przechodzi w stan uśpienia, a jej liście usychają, po czym wypuszcza nowe liście jesienią.